# 청자 상감모란양류문 주전자 및 승반
청자 상감모란양류문 주전자 및 승반(靑磁 象嵌牡丹楊柳文 注子 및 承盤)은 상감 기법으로 모란꽃과 버드나무 무늬를 새겨 넣은, 고려청자 주전자와 받침이다. 서울특별시 용산구, 삼성미술관 리움에 있으며, 2004년 11월 26일 대한민국의 보물 제1420호로 지정되었다.

## 지정 사유
풍만한 양감의 주전자와 단정하게 다듬어진 승반이 아름답게 조화를 이루는 작품이다. 몸통은 저부로 내려갈수록 타원형으로 넓게 벌어져 양감이 커지며, 한쪽에 짧게 ＇S＇자형으로 구부러진 주구를 붙이고 그 반대쪽 면에 반원형의 손잡이를 붙였다. 승반은 넓은 대접 모양이지만 구연부가 밖으로 크게 벌어져 있으며, 안 바닥 면은 주전자를 올려놓을 수 있도록 넓고 평평하게 만들었다.
굽은 비교적 높은 편이며 접지면 쪽으로 크고 넓게 벌어져 있다.
동체에 흑백상감된 활짝 핀 꽃잎과 무성한 버드나무의 율동감 넘치는 표현이 잘 어울리는 작품으로, 전면에 시유된 녹청색의 비색유도 광택이 은은하다.
양감 넘치는 기형과 은은한 유색, 독특한 문양의 표현과 조합 등은 이 청자주자의 가치를 높여 준다.

## 같이 보기
- 고려청자

## 참고 자료
- 청자 상감모란양류문 주전자 및 승반 - 국가유산청 국가유산포털